# Enchantimals: Mesék az erdő mélyéről
A Enchantimals: Mesék az erdő mélyéről (eredeti cím: Enchantimals: Tales From Everwilde) 2018-ban bemutatott kanadai televíziós 2D-s számítógépes animációs sorozat, amelynek szereplői az Enchantimals nevű, a Mattel által létrehozott játék franchise figurái. A tévéfilmsorozat a Mattel Creations és a Kickstart Productions gyártásában készült. Műfaja fantasy- és kalandfilmsorozat. A sorozat világszerte 2018. július 20-án debütált a YouTube-on angolul, Magyarországon a Minimax mutatta be 2019. február 14-én.

## Ismertető
Ezek a szeretni való fiatal lányok különleges baráti kapcsolatot ápolnak kiskedvenceikkel, akikkel több közös vonásuk is van. Varázslatos világ az otthonuk, amelynek minden apró szeglete kacagtató élményeket és sok-sok kalandot tartogat! A barátság erejével itt bármi megtörténhet!

## Szereplők
| Szereplő       | Eredeti hang     | Magyar hang                                            |
| -------------- | ---------------- | ------------------------------------------------------ |
| Felicity Fox   | Kazumi Evans     | Nádorfi Krisztina                                      |
| Bree Bunny     | Maryke Hendrikse | Károlyi Lili                                           |
| Patter Peacock | Sabrina Pitre    | Czető Zsanett (1. évad) Pekár Adrienn (2. évad)        |
| Sage Skunk     | Rebecca Shoichet | Bogdányi Titanilla (1. évad) Zsigmond Tamara (2. évad) |
| Danessa Deer   | Diana Kaarina    | Csuha Bori                                             |
| Bren Bear      | Rebecca Shoichet | Kis-Kovács Luca                                        |
| Preena Penguin | Rebecca Shoichet | Laurinyecz Réka                                        |
| Flick          | Michelle Ruff    | Gáspár Kata                                            |
| Twist          | Maryke Hendrikse | Solecki Janka                                          |
| Flap           | Doug Erholtz     |                                                        |
| Caper          | Rachel Butera    | Berkes Boglárka                                        |
| Sprint         | Doug Erholtz     | Sági Tímea                                             |

## Magyar változat
A szinkront a Minimax megbízásából a Subway Stúdió készítette.
- Főcímdal: Csuha Bori
- Magyar szöveg: Flórián Eszter, Krizák Klaudia, Szűcs Zsuzsanna
- Hangmérnök: Johannis Vilmos
- Gyártásvezető: Terbócs Nóra
- Szinkronrendező: Kéthely Nagy Luca
- Produkciós vezető: Kicska László
- Felolvasó: Schmidt Andrea
- További magyar hangok: Berkes Boglárka, Csifó Dorina, Györfi Laura, Laudon Andrea, Magyar Viktória, Rada Bálint, Sipos Eszter Anna, Szabó Zselyke, Vadász Bea

## Évados áttekintés
| Évad      | Évad      | Epizódok  | Eredeti sugárzás                                              | Eredeti sugárzás                                            | Magyar sugárzás    | Magyar sugárzás    |
| Évad      | Évad      | Epizódok  | Évadpremier                                                   | Évadfinálé                                                  | Évadpremier        | Évadfinálé         |
| Webizódok | Webizódok | Webizódok | Webizódok                                                     | Webizódok                                                   | Webizódok          | Webizódok          |
| --------- | --------- | --------- | ------------------------------------------------------------- | ----------------------------------------------------------- | ------------------ | ------------------ |
|           | 1         | 6         | 2017. július 20.                                              | 2017. július 20.                                            | 2017. október 25.  | 2017. november 17. |
|           | 2         | 7         | 2018. április 21.                                             | 2018. június 2.                                             | TBA                | TBA                |
|           | 3         | 6         | 2018. június 9.                                               | 2018. július 14.                                            | TBA                | TBA                |
| Epizódok  |           |           |                                                               |                                                             |                    |                    |
|           | 1         | 26        | 2018. július 20. (YouTube) 2018. október 1. (Amazon Prime)    | 2019. február 15. (YouTube) 2018. október 1. (Amazon Prime) | 2019. február 14.  | 2019. március 11.  |
|           | 2         | 13        | 2019. szeptember 28. (YouTube) 2019. július 9. (Amazon Prime) | 2019. december 21. (YouTube) 2019. július 9. (Amazon Prime) | 2019. november 12. | 2019. november 18. |

## Webizódok

### 1. évad (2017)
| #  | Eredeti cím                                             | Magyar cím                                        | Eredeti premier  | Magyar premier     |
| -- | ------------------------------------------------------- | ------------------------------------------------- | ---------------- | ------------------ |
| 1. | Meet the Enchantimals: Enchanted Everwilde              | Enchantimals: Az Elvarázsolt Everwilde            | 2017. július 20. | 2017. október 25.  |
| 2. | Meet Felicity and Flick: Eventful Adventure             | Bemutatkozik Felicity és Flick: Eseménydús kaland | 2017. július 20. | 2017. november 7.  |
| 3. | Meet Bree and Twist: Sandwich Smackdown                 | Bemutatkozik Bree és Twist: Szendvics leszámolás  | 2017. július 20. | 2017. október 31.  |
| 4. | Meet Patter and Flap: Birds of a Feather Flock Together | Bemutatkozik Patter és Flap: Madarat tolláról     | 2017. július 20. | 2017. november 15. |
| 5. | Meet Sage and Caper: Skunksters!                        | Bemutatkozik Sage és Caper: A két borzcsont!      | 2017. július 20. | 2017. november 17. |
| 6. | Meet Danessa and Sprint: Running Late                   | Bemutatkozik Danessa és Sprint: Késésben          | 2017. július 20. | 2017. november 2.  |

### 2. évad: Wildly Whimsical Tales (2018)
| #  | Eredeti cím                | Eredeti premier   |
| -- | -------------------------- | ----------------- |
| 1. | Picture Perfect            | 2018. április 21. |
| 2. | Look Closer                | 2018. április 28. |
| 3. | Green Tongue, Blue Tongue  | 2018. május 5.    |
| 4. | Too Many Leaves            | 2018. május 12.   |
| 5. | Fashion Flap               | 2018. május 19.   |
| 6. | The Meltdown               | 2018. május 26.   |
| 7. | Sing a Little Song Of Love | 2018. június 2.   |

### 3. évad: Wonderwood Stories (2018)
| #  | Eredeti cím          | Eredeti premier  |
| -- | -------------------- | ---------------- |
| 1. | Binky Bop            | 2018. június 9.  |
| 2. | Bopcorned            | 2018. június 16. |
| 3. | A Glampin We Will Go | 2018. június 23. |
| 4. | A-Mazed              | 2018. június 30. |
| 5. | Rocket-Fueled        | 2018. július 11. |
| 6. | Speedy Squared       | 2018. július 14. |

## Különkiadások
| #  | Eredeti cím                             | Magyar cím                         | Rendezte        | Írta                            | Eredeti premier      | Magyar premier     |
| -- | --------------------------------------- | ---------------------------------- | --------------- | ------------------------------- | -------------------- | ------------------ |
| 1. | Enchantimals: Finding Home              | Enchantimals: Új otthon            | Karen J. Lloyd  | Keith Wagner, Douglas Wood      | 2017. november 19.   | 2018. január 26.   |
| 2. | Enchantimals: Spring into Harvest Hills | Enchantimals: Tavaszköszöntő       | Jayson Thiessen | Lissa Kapstrom, Obie Scott Wade | 2020. április 10.    | 2021. március 13.  |
| 3. | Enchantimals: Secrets of Snowy Valley   | Enchantimals: A havas völgy titkai | Jayson Thiessen | Lissa Kapstrom, Obie Scott Wade | 2020. szeptember 26. | 2020. november 21. |

## Epizódok

### 1. évad (2018-2019)
| #   | #   | Eredeti cím                                        | Magyar cím                           | Eredeti premier      | Magyar premier    |
| --- | --- | -------------------------------------------------- | ------------------------------------ | -------------------- | ----------------- |
| 1.  | 1.  | There's Gotta Be A Better Way                      | Jönni fog egy szebb nap              | 2018. július 20.     | 2019. február 14. |
| 2.  | 2.  | Danessa Deerest                                    | Danessa, a dada                      | 2018. július 27.     | 2019. február 15. |
| 3.  | 3.  | Flick's Big Secret                                 | Flick nagy titka                     | 2018. augusztus 3.   | 2019. február 16. |
| 4.  | 4.  | Dozens of Cousins                                  | Unokatestvér-invázió                 | 2018. augusztus 10.  | 2019. február 17. |
| 5.  | 5.  | A Skunky Nose                                      | Borzasztó orr                        | 2018. augusztus 17.  | 2019. február 18. |
| 6.  | 6.  | Sleepover                                          | Ottalvós buli                        | 2018. augusztus 24.  | 2019. február 19. |
| 7.  | 7.  | Tale of the Always Frozen Ice Cream                | A soha el nem olvadó fagylalt meséje | 2018. augusztus 31.  | 2019. február 20. |
| 8.  | 8.  | Kitchen Chaos                                      | Káosz a konyhában                    | 2018. szeptember 7.  | 2019. február 21. |
| 9.  | 9.  | A Little Extra Zazz!                               | Egy kis sikk                         | 2018. szeptember 14. | 2019. február 22. |
| 10. | 10. | Best Adventure                                     | A legjobb kaland                     | 2018. szeptember 21. | 2019. február 23. |
| 11. | 11. | Savanna Banana                                     | A szavanna banán                     | 2018. november 2.    | 2019. február 24. |
| 12. | 12. | Tuzifruit Time                                     | A tuzi-szilva fesztivál              | 2018. november 9.    | 2019. február 25. |
| 13. | 13. | Party Troopers                                     | A buli-sereg                         | 2018. november 16.   | 2019. február 26. |
| 14. | 14. | The Case of the Missing Antlers                    | Az eltűnt agancsok                   | 2018. november 23.   | 2019. február 27. |
| 15. | 15. | New Neighbors                                      | Új szomszédok                        | 2018. november 30.   | 2019. február 28. |
| 16. | 16. | Sheepless in Wonderwood                            | Bari nélkül Wonderwoodban            | 2018. december 7.    | 2019. március 1.  |
| 17. | 17. | Just Bear-ly Asleep                                | Téli álom                            | 2018. december 14.   | 2019. március 2.  |
| 18. | 18. | Flick and the Festival of Ice                      | Flick és a jégfesztivál              | 2018. december 21.   | 2019. március 3.  |
| 19. | 19. | Brought the Farm                                   | Farmolás                             | 2018. december 28.   | 2019. március 4.  |
| 20. | 20. | Jumpin' Junglewood                                 | Dzsungel ramazúri                    | 2019. január 4.      | 2019. március 5.  |
| 21. | 21. | Relax and Recharge                                 | A szabadnap                          | 2019. január 11.     | 2019. március 6.  |
| 22. | 22. | Welcome to Wonderwood                              | Üdv Wonderwoodban                    | 2019. január 18.     | 2019. március 7.  |
| 23. | 23. | All the Wood's a Stage                             | Wonderwood színpadán                 | 2019. január 25.     | 2019. március 8.  |
| 24. | 24. | Sneaky Sniffles                                    | Huncut nátha                         | 2019. február 1.     | 2019. március 9.  |
| 25. | 25. | The Mysterious Disappearance of the Babbling Brook | A Fecsegő folyó rejtélyes eltűnése   | 2019. február 8.     | 2019. március 10. |
| 26. | 26. | Peacock Puzzles                                    | Rejtvények                           | 2019. február 15.    | 2019. március 11. |

### 2. évad (2019)
| #   | #   | Eredeti cím             | Magyar cím         | Eredeti premier      | Magyar premier     |
| --- | --- | ----------------------- | ------------------ | -------------------- | ------------------ |
| 27. | 1.  | Wild Wild River         | A vad folyó        | 2019. szeptember 28. | 2019. november 12. |
| 28. | 2.  | Beauty Botch-Up         | Szalonkáosz        | 2019. október 5.     | 2019. november 12. |
| 29. | 3.  | Tamika's Surprise       | Tamika meglepetése | 2019. október 12.    | 2019. november 13. |
| 30. | 4.  | Battle Of The Branches  | Ágak harca         | 2019. október 19.    | 2019. november 13. |
| 31. | 5.  | Fast Break              | Gyors szünet       | 2019. október 26.    | 2019. november 14. |
| 32. | 6.  | Nothing To Sneeze At    | Tüsszentő bűbáj    | 2019. november 2.    | 2019. november 14. |
| 33. | 7.  | If I Were You           | Testcsere          | 2019. november 9.    | 2019. november 15. |
| 34. | 8.  | Never Tango with Mangos | Mangógaliba        | 2019. november 16.   | 2019. november 15. |
| 35. | 9.  | A Prank Too Far         | Csínymaraton       | 2019. november 23.   | 2019. november 16. |
| 36. | 10. | Flamingo Lake           | Flamingók tava     | 2019. november 30.   | 2019. november 16. |
| 37. | 11. | Jungle Berry            | Dzsungel bogyó     | 2019. december 7.    | 2019. november 17. |
| 38. | 12. | Unfun Run               | A maraton          | 2019. december 16.   | 2019. november 17. |
| 39. | 13. | Craft Fair Scare        | Viszkető vásár     | 2019. december 21.   | 2019. november 18. |